# Margarida Borràs
Margarida Borràs (Mallorca – Valencia, 28 de julio de 1460) fue una mujer transexual de la Valencia del siglo XV. Fue ahorcada a consecuencia de su identidad de género, y actualmente es un icono para la defensa de los derechos LGBT en Valencia.

## Historia
Posiblemente fue hija de un importante notario de Mallorca, y debió frecuentar los círculos de la alta sociedad valenciana de la época, logrando cierta fama en la Valencia más acomodada. Fue presa y torturada, y más tarde ejecutada en la horca de la Plaza del Mercado de la ciudad de Valencia, como se practicaba en la Edad Media con los asesinos, parricidas, uxoricidas y sodomitas, en este caso por identificarse con el género femenino y comportarse y vestirse como tal.

## Reconocimiento

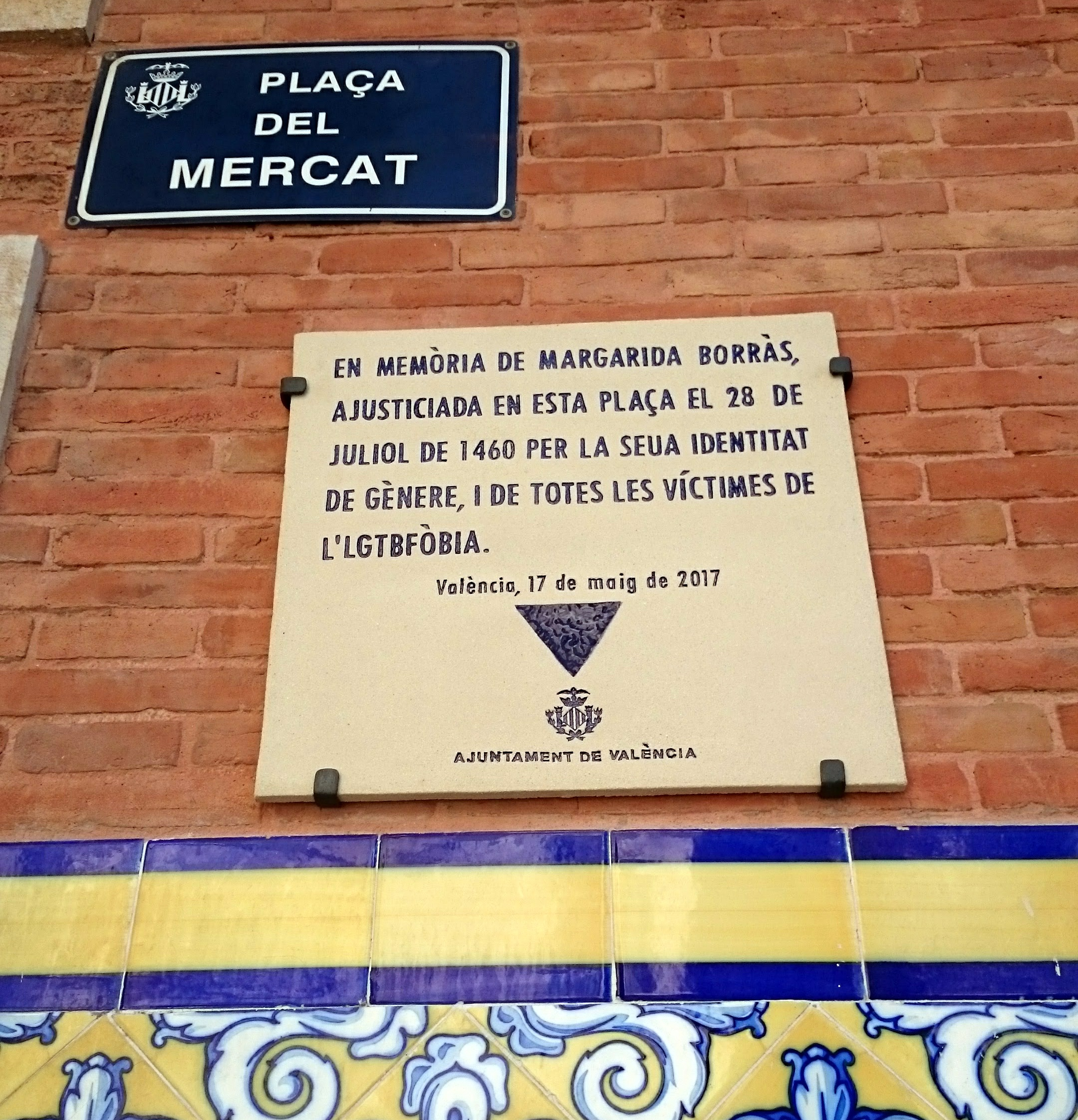
Placa homenaje a Margarida Borràs en Valencia

A mediados de la década de 1990, el profesor Vicent Josep Escartí escribió un artículo sobre los hechos en torno a la muerte de Margarida Borràs, que alcanzaría gran relevancia entre los colectivos LGBT de la ciudad de Valencia, de tal manera que en 1995 Lambda, Col·lectiu de lesbianes, gais, transsexuals i bisexuals de València instauró el Premio Margarida Borràs a las personas y entidades que se destacan por su trabajo contra la discriminación por identidad sexual o de género, así como por la defensa de los derechos del colectivo LGBT, como homenaje a la primera persona que consta que murió en Valencia por el odio y la discriminación motivados por el hecho de mostrarse tal y como se sentía.

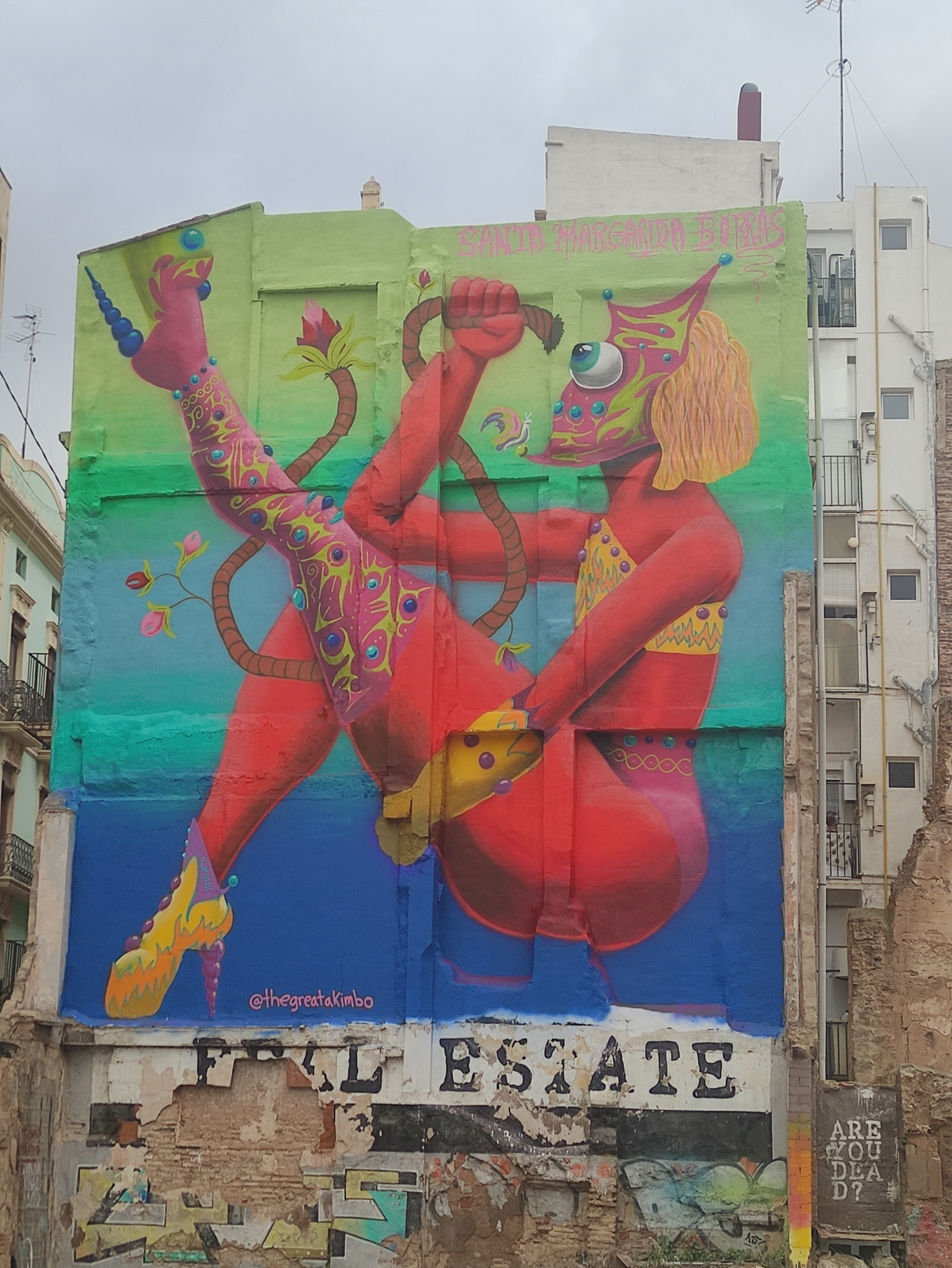
Mural conmemorativo titulado Santa Margarida Borràs pintado por Marchos Chelo "Akimbo", miembro del colectivo Okuda. La obra sería retirada en 2023.

En enero de 2016, el Consejo por la Mujer y por la Igualdad del Ayuntamiento de Valencia decidió dedicarle una calle junto a otras 36 mujeres que no han tenido la oportunidad de obtener conmemoración a lo largo de la historia, y el 17 de mayo de 2017 fue colocada una placa de homenaje en la Plaza del Mercado, donde fue ejecutada.

## Cultura popular
- La obra teatral Margarida de Rubén Rodríguez Lucas se inspiró en Margarida Borràs. El autor recibió el Premio Federico García Lorca de la UGR de Granada al mejor texto teatral y fue estrenada en el Festival Russafa Escènica de Valencia.[5][6]